# Brama Wojanowska
Brama Wojanowska (niem. Schildauer Tor) –  barokowa brama z XVIII w. w mieście Jelenia Góra, wpisana do rejestru zabytków nieruchomych województwa dolnośląskiego.
Gotycka brama  z połowy XIV w. stanowiła część średniowiecznego zabytkowego kompleksu murów obronnych. Pierwotną bramę  wyburzono w 1755. W XVIII w. postawiono w tym miejscu barokową bramę spełniającą funkcję porządkowo-rogatkową. Jej furty i słupy ozdabiają rokokowe kartusze z herbami, od lewej: Jeleniej Góry, Prus i Śląska oraz z inskrypcją w j. łac.  Praestes paCe reDepta et hIsCe sVbaLIs MoenIa tVta praestat zawierającą chronostych MDCCLVVIII – 1763. Obiekt znajduje się  na wschodnim krańcu starego miasta, u wylotu ul. Konopnickiej, w kierunku drogi do Wojanowa.

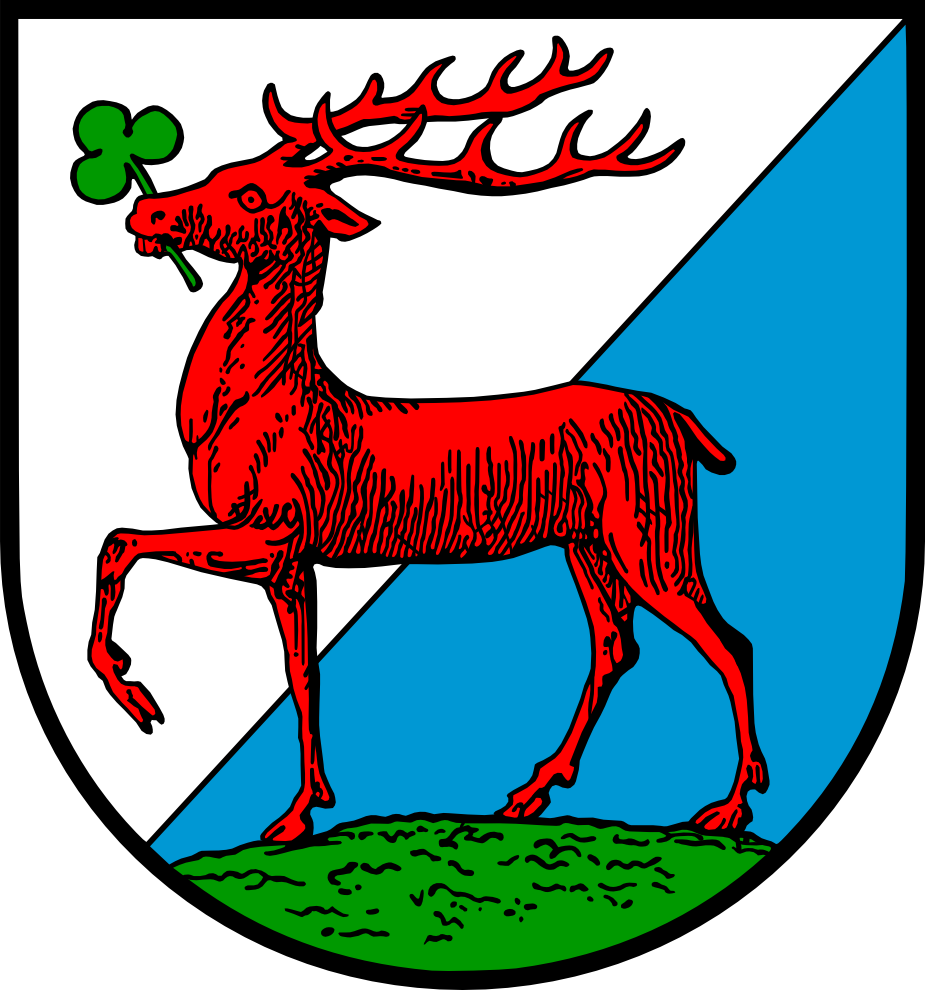
Herb Jeleniej Góry
Herb Prus
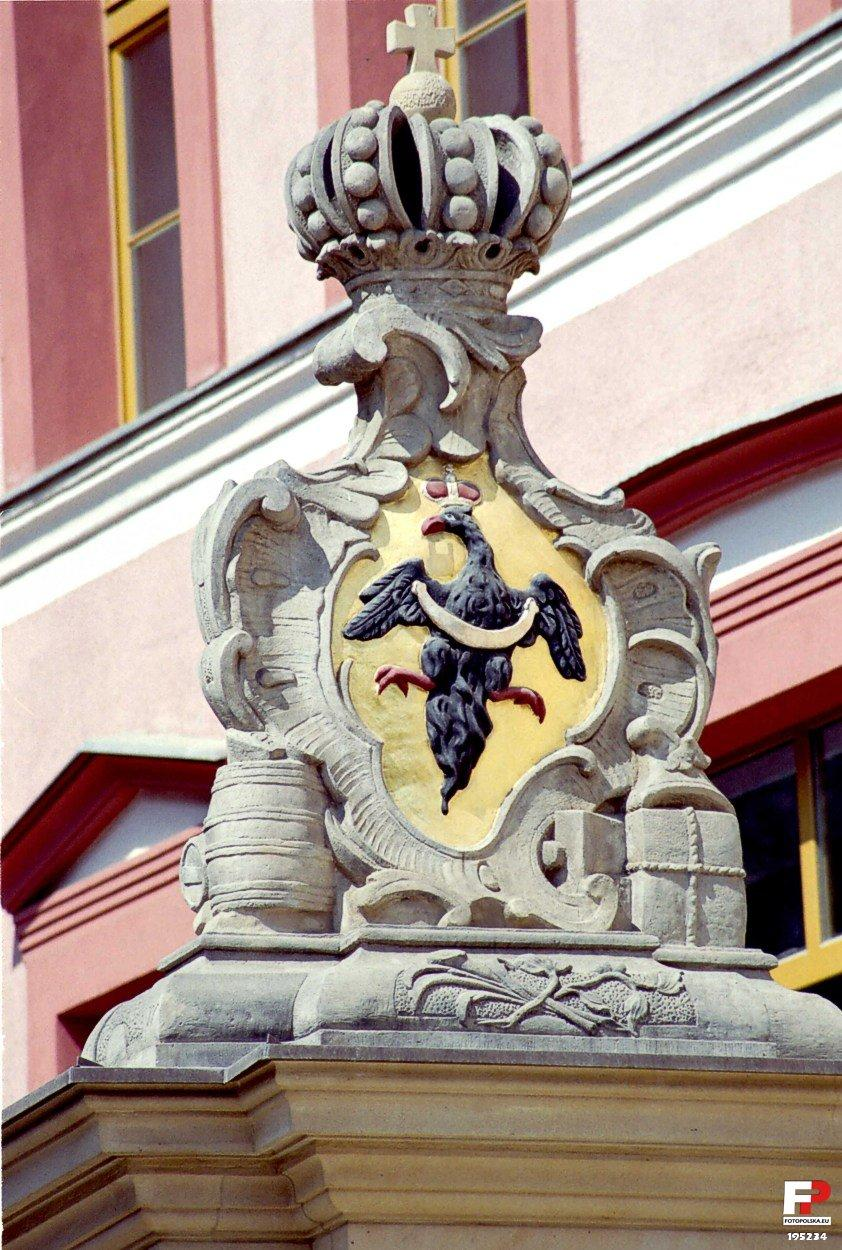
Herb Śląska
Herb Śląska